# ميكائيل جيرمان
ميكائيل جيرمان (بالفرنسية: Mickaël Germain)‏ (24 أغسطس 1981 في فرنسا - ) هو لاعب كرة قدم فرنسي في مركز حراسة المرمى. شارك مع منتخب جزر غوادلوب لكرة القدم. أما مع النوادي، فقد لعب مع راسينغ كولومب ونادي النجم الأحمر سانت أوين ونادي كريتيل وVillemomble Sports ‏ وأولمبيك نوازي لو سيك ‏ وASA Issy ‏ واتحاد مكابي باريس متروبول ‏.

## وصلات خارجية
- ميكائيل جيرمان على موقع قاعدة بيانات كرة القدم.إي يو (الإنجليزية)
- ميكائيل جيرمان على موقع ناشيونال فوتبول تيمز (الإنجليزية)